# Programma PLATiNO
Il programma spaziale PLATiNO (mini Piattaforma spaziaLe ad Alta TecNOlogia), finanziato dall’ASI, ha lo scopo di dotare l'Italia di una piattaforma satellitare della classe 175-350 kg, innovativa e multimissione. Il programma prevede la realizzazione delle prime missioni a partire dal 2026 .
PLATiNO è realizzato per ASI da un Raggruppamento Temporaneo di Imprese, di cui SITAEL è la mandataria e Thales Alenia Space Italia, Leonardo e Airbus Italia le mandanti, che nel 2020 hanno sottoscritto un accordo di commercializzazione. 
PLATiNO-1 prevede l’impiego di un radar ad apertura sintetica (SAR) operante nella banda X: il satellite è stato presentato alle autorità e alla stampa a Marzo 2025.
PLATiNO-2, invece, porterà in orbita il payload MAIA della NASA/JPL. La piattaforma PLATiNO si è così confermata allo stato dell'arte per applicazioni di monitoraggio della Terra.
A Novembre 2022 è stato annunciato il contratto tra la Sitael e la Lussemburghese SES per la fornitura di una piattaforma PLATiNO nell'ambito del progetto ESA EAGLE-1, per sviluppare e validare il primo sistema satellitare di distribuzione di chiavi quantistiche (Quantum Key Distribution - QKD).
A Gennaio 2023 sono stati annunciate due nuove missioni PLATiNO: PLATiNO-3 e PLATiNO-4, con l'assegnazione dei contratti di sviluppo per i relativi strumenti ottici di osservazione della terra. PLATiNO-3 imbarcherà una camera ad altissima risoluzione ultracompatta, PLATiNO-4 invece sarà dotata di una camera iperspettrale compatta di ultimissima generazione. 
Ad Aprile 2023, Sitael si è aggiudicata la realizzazione di quattro satelliti PLATiNO ciascuno dei quali è equipaggiato con uno strumento ottico iperspettrale realizzato da Leonardo. Questi satelliti faranno parte della costellazione italiana di osservazione della terra IRIDE , realizzata con fondi del Piano Nazionale di Ripresa e Resilienza da ESA per il Governo Italiano. Questi satelliti PLATiNO nella costellazione IRIDE abilitano una vasta gamma di applicazioni utili ai cittadini e alle amministrazioni pubbliche: dal monitoraggio ambientale all'osservazione dell'inquinamento delle acque, dei suoli e dell’aria; saranno anche utili per la prevenzione degli incendi e dei rischi associati al dissesto idrogeologico, come frane e alluvioni.  